# Taça Europeia Feminina de Hóquei em Patins de 2020–21
A Taça Europeia Feminina de Hóquei em Patins 2020–21 foi a 15ª edição da Taça Europeia Feminina de Hóquei em Patins organizada pelo WSE.
Devido às restrições provocadas pela Pandemia Covid–19, que levou a que alguns campeonatos nacionais não se disputassem, a WSE convidou todas as equipas a se inscreverem nas provas. No caso da Taça Europeia feminina registaram-se 8 equipas: 3 equipas portuguesas (SL Benfica, Stuart Massamá e CA Campo Ourique e cinco equipas espanholas.
O modelo adotado foi de competição a eliminar (quartos de final, meias finais e final) a uma só mão e numa só localização (Palau-solità i Plegamans, na Catalunha, Espanha). A final acabou por ser a re-edição da edição de 2018-19, mas com a vitória a surgir, pela primeira vez na competição, à equipa anfitriã, o HC Palau Plegamans.

## Taça Europeia Feminina 2020–21
As equipas classificadas são:
| Espanha                                                                              | Portugal                                               |
| ------------------------------------------------------------------------------------ | ------------------------------------------------------ |
| - CP Voltregà - HC Palau Plegamans - Telecable Gijon HC - CP Manlleu - Cerdanyola CH | - SL Benfica - Stuart HC Massamá - CA Campo de Ourique |

## Final Eight
A Final Eight realizou-se entre 27 e 30 Maio.

|  | Quartos de final    | Quartos de final   |                    |   | Meias finais | Meias finais |  |  | Final | Final |
|  |                     |                    |                    |   |              |              |  |  |       |       |
|  |                     |                    |                    |   |              |              |  |  |       |       |
|  |                     |                    |                    |   |              |              |  |  |       |       |
|  | Telecable Gijon HC  | 7                  |                    |   |              |              |  |  |       |       |
|  | Telecable Gijon HC  | 7                  |                    |   |              |              |  |  |       |       |
|  | CA Campo de Ourique | 2                  |                    |   |              |              |  |  |       |       |
|  | CA Campo de Ourique | 2                  | CP Voltregà        | 2 |              |              |  |  |       |       |
|  |                     |                    | CP Voltregà        | 2 |              |              |  |  |       |       |
|  |                     | CP Manlleu         | 1                  |   |              |              |  |  |       |       |
|  | Stuart HC Massamá   | CP Manlleu         | 1                  | 2 |              |              |  |  |       |       |
|  | Stuart HC Massamá   |                    |                    | 2 |              |              |  |  |       |       |
|  | HC Palau Plegamans  | 9                  |                    |   |              |              |  |  |       |       |
|  | HC Palau Plegamans  | 9                  | CP Voltregà        | 1 |              |              |  |  |       |       |
|  |                     |                    | CP Voltregà        | 1 |              |              |  |  |       |       |
|  |                     | HC Palau Plegamans | 6                  |   |              |              |  |  |       |       |
|  | SL Benfica          | HC Palau Plegamans | 6                  | 2 |              |              |  |  |       |       |
|  | SL Benfica          |                    |                    | 2 |              |              |  |  |       |       |
|  | CP Voltregà         | 3                  |                    |   |              |              |  |  |       |       |
|  | CP Voltregà         | 3                  | Telecable Gijon HC | 3 |              |              |  |  |       |       |
|  |                     |                    | Telecable Gijon HC | 3 |              |              |  |  |       |       |
|  |                     | HC Palau Plegamans | 4                  |   |              |              |  |  |       |       |
|  | Cerdanyola CH       | HC Palau Plegamans | 4                  | 4 |              |              |  |  |       |       |
|  | Cerdanyola CH       |                    |                    | 4 |              |              |  |  |       |       |
|  | CP Manlleu          | 7p                 |                    |   |              |              |  |  |       |       |
|  | CP Manlleu          | 7p                 |                    |   |              |              |  |  |       |       |

## Ligações Externas
- CERH website

### Internacional
- CERH
- Ligações ao Hóquei em todo o Mundo
- HóqueiPatins.pt - Todos os resultados de Hóquei em Patins(em Português)
- Mundook-Actualidade Mundial do Hóquei Patinado (em Português)
- Inforoller-Actualidade Mundial do Hóquei Patinado (em Francês)
- Solo Hockey-Actualidade Mundial do Hóquei Patinado (em Castelhano)